# Jesse Sanders
Jesse Sanders (Sugar Land, Texas, 5 de junio de 1989) es un baloncestista estadounidense que pertenece a la plantilla del Sport Lisboa e Benfica de la LPB portuguesa. Con 1,90 metros de estatura, juega en la posición de base.

## Trayectoria deportiva
Jugó cuatro temporadas con los Liberty Flames y tras no ser elegido en el Draft de la NBA de 2012, en el mes de julio fichó por el Fileni BPA Jesi italiano.
En la siguiente temporada el jugador se marcharía a Australia para jugar en los Sydney Kings.
En 2014 volvería a Europa para jugar en el Limburg United belga.
En junio de 2016 fichó por el BG 74 Göttingen de la liga alenana, siendo su segunda temporada en Alemania, tras disputar la temporada anterior en el Tigers Tübingen.